# Kringsjå (станция метро)
«Крингшё» — станция метрополитена Осло. Расположена в одноимённом нейборхуде на севере центральной части Осло и удалена на 8,4 км от станции «Stortinget». С 3 апреля 2016 года станция входит в состав линии (маршрута) №5 метрополитена Осло.
К западу от станции находятся крупнейшие студенческие общежития, в частности, студенческие городки Kringsjå и Fjellbirkeland. Данная линия является очень удобным средством передвижения для студентов, так как Университет Осло находится неподалеку от станции «Blindern» и «Forskningsparken» этой же линии.
Станция имеет 2 береговых бетонных платформы, на которых установлены несколько навесов из стали и клеёного бруса, а по задней стороне платформы — стальные мачты освещения.

## История
Станция была открыта 10 октября 1934 года в качестве остановки на трамвайной линии от «Majorstuen» (в центре города) до «Sognsvann» на севере. Часть линии между станциями «Majorstuen» и «Korsvoll» (ныне «Østhorn») изначально была двухпутной, а от станции «Korsvoll» до «Sognsvann» — однопутной. 21 февраля 1939 года этот участок был улучшен до двухпутного, а станция «Korsvoll» переименована в «Østhorn».
В 1990-х годах была осуществлена модернизация метрополитена Осло, и многие его станции были перестроены: их платформы были увеличены как в длину (для возможности приёма четырёхвагонных составов вместо ранее использовавшихся двухвагонных), так и в высоту, а между колеями путей был проложен контактный рельс. Пути станций, изначально предназначенные для легкорельсового транспорта, были перепрофилированы для возможности принятия поездов метрополитена. Перечисленные изменения коснулись и данной станции.